# 革吉黄堇
革吉黄堇（学名：Corydalis moorcroftiana）为罂粟科紫堇属下的一个种。多年生丛生草本，高20-40厘米，产西藏和中亚等地。生于海拔4000-5400米的流石滩或河滩砾石地。

## 扩展阅读
- 維基物種上的相關：革吉黄堇